# مروة مختار
مروة مختار عبد النبى كاتبة وأكاديمية وباحثة مصرية. شغلت وظيفة أستاذ الدراسات الأدبية بالجامعة الأمريكية بالقاهرة. حصلت على ليسانس الآداب قسم اللغة العربية وآدابها من كلية الآداب جامعة عين شمس عام 1998. ودرجتي الماجستير عام 2003 والدكتوراه عام 2008. ألفت العديد من الكتب النقدية والأدبية مثل حوارات بلا أقنعة بين الهامش والمتن (2021)، الحجاج السلطة التأويل والأنساق الثقافية المضمرة (2019)، عبقرية عمر للعقاد دراسة نصية (2014)، التناغم النصي في المفضليات (2009).